# Оренбургский государственный университет
Оренбу́ргский госуда́рственный университе́т (полное название "Федеральное государственное бюджетное образовательное учреждение высшего образования «Оренбургский государственный университет») — ведущее высшее учебное заведение Оренбургской области. Член Ассоциации классических университетов России (АКУР) и Учебно-методического объединения (УМО) по классическому университетскому образованию.

## История
История Оренбургского государственного университета началась 14 сентября 1955 года, когда в городе Чкалове (ныне Оренбурге) было открыто вечернее отделение Куйбышевского индустриального института им. В. В. Куйбышева. Заведующим отделением был назначен Павел Александрович Юдковский.
В ноябре 1961 года приказом Министерства высшего и среднего специального образования РСФСР вечернее отделение было реорганизовано в Оренбургский филиал Куйбышевского индустриального института с двумя факультетами — механическим и электротехническим с вечерней и заочной формами обучения. Тогда же П. А. Юдковский стал директором филиала.
1 января 1971 года Оренбургский филиал Куйбышевского политехнического института был преобразован в Оренбургский политехнический институт. Первым ректором был назначен Александр Адольфович Бурба (1971—1983).
Затем ректорами института были Рамзес Талгатович Абдрашитов (1983—1987) и Анатолий Борисович Козаченко (1987—1989). В феврале 1989 года ректором был избран Виктор Анатольевич Бондаренко.
Приказом Государственного комитета РФ по высшему образованию от 25 октября 1994 года Оренбургский политехнический институт был переименован в Оренбургский государственный технический университет.
25 января 1996 года Оренбургский государственный технический университет был переименован в Оренбургский государственный университет.
В ноябре 2005 года в связи с истечением срока полномочий В. А. Бондаренко на должность ректора был избран Владимир Петрович Ковалевский, а в 2010 — переизбран на эту должность.
В сентябре 2015 года исполняющей обязанности ректора была назначена Жанна Анатольевна Ермакова. В январе 2016 г. назначена на должность ректора.
К 60-летию вуза, отмечавшемуся 15 сентября 2015 года, Федеральное агентство связи России выпустило художественную маркированную карточку (почтовую открытку), на которой изображено здание научной библиотеки университета.
В 2020 году исполняющим обязанности ректора ОГУ назначен Сергей Александрович Мирошников, с мая 2023 он утверждён в должности ректора ОГУ

## Международное сотрудничество
Университет имеет много связей с зарубежными ВУЗами Германии, Японии, Португалии, Финляндии и некоторых других стран. 
В ОГУ функционирует Японский информационный центр, открытый в 2006 году.
Помимо этого, в университете функционируют центры английского, китайского, немецкого, французского и славянских языков.

## Учебные подразделения
В составе университета 18 факультетов и институтов, включающих в себя 74 кафедры.
Архитектурно-строительный факультет
1. Кафедра автомобильных дорог и строительных материалов
2. Кафедра архитектуры
3. Кафедра начертательной геометрии, инженерной и компьютерной графики
4. Кафедра строительных конструкций
5. Кафедра теплогазоснабжения, вентиляции и гидромеханики
6. Кафедра технологии строительного производства

Аэрокосмический институт
1. Кафедра летательных аппаратов
2. Кафедра материаловедения и технологии материалов
3. Кафедра механики материалов, конструкций и машин
4. Кафедра систем автоматизации производства
5. Кафедра технологии машиностроения, металлообрабатывающих станков и комплексов
6. Кафедра управления и информатики в технических системах

Геолого-географический факультет
1. Кафедра безопасности жизнедеятельности
2. Кафедра географии и регионоведения
3. Кафедра геологии, геодезии и кадастра
4. Кафедра экологии и природопользования

Институт менеджмента
1. Кафедра государственного и муниципального управления
2. Кафедра маркетинга и торгового дела
3. Кафедра менеджмента
4. Кафедра прикладной информатики в экономике и управлении
5. Кафедра таможенного дела
6. Кафедра управления персоналом, сервиса и туризма

Институт социально-гуманитарных инноваций и массмедиа
1. Кафедра дизайна
2. Кафедра журналистики
3. Кафедра истории
4. Кафедра общей и профессиональной педагогики
5. Кафедра общей психологии и психологии личности
6. Кафедра рекламы, связей с общественностью и прикладной политологии
7. Кафедра социальной психологии
8. Кафедра философии, культурологии и социологии

Транспортный факультет
1. Кафедра автомобильного транспорта
2. Кафедра метрологии, стандартизации и сертификации
3. Кафедра технической эксплуатации и ремонта автомобилей

Факультет математики и информационных технологий
1. Кафедра алгебры и дискретной математики
2. Кафедра вычислительной техники и защиты информации
3. Кафедра геометрии и компьютерных наук
4. Кафедра информатики
5. Кафедра компьютерной безопасности и математического обеспечения информационных систем
6. Кафедра прикладной математики
7. Кафедра программного обеспечения вычислительной техники и автоматизированных систем

Факультет общественных профессий
Факультет повышения квалификации и переподготовки государственных и муниципальных служащих
Факультет повышения квалификации преподавателей
Факультет прикладной биотехнологии и инженерии
1. Кафедра биотехнологии животного сырья и аквакультуры
2. Кафедра машин и аппаратов химических и пищевых производств
3. Кафедра пищевой биотехнологии
4. Кафедра технологии пищевых производств
5. Кафедра физического воспитания

Факультет профессиональной подготовки дипломированных специалистов
Факультет филологии
1. Кафедра английской филологии и методики преподавания английского языка
2. Кафедра иностранных языков
3. Кафедра немецкой филологии и методики преподавания немецкого языка
4. Кафедра романской филологии и методики преподавания французского языка
5. Кафедра русской филологии и методики преподавания русского языка
6. Кафедра теории и практики перевода

Физический факультет
1. Кафедра биофизики и физики конденсированного состояния
2. Кафедра медико-биологической техники
3. Кафедра радиофизики и электроники
4. Кафедра физики и методики преподавания физики

Финансово-экономический факультет
1. Кафедра банковского дела и страхования
2. Кафедра бухгалтерского учета, анализа и аудита
3. Кафедра математических методов и моделей в экономике
4. Кафедра статистики и эконометрики
5. Кафедра финансов
6. Кафедра экономического управления организацией
7. Кафедра экономической теории, региональной и отраслевой экономики

Химико-биологический факультет
1. Кафедра биологии и почвоведения
2. Кафедра биохимии и микробиологии
3. Кафедра химии

Электроэнергетический факультет
1. Кафедра автоматизированного электропривода, электромеханики и электротехники
2. Кафедра промышленной электроники и информационно-измерительной техники
3. Кафедра электро- и теплоэнергетики

Юридический факультет
1. Кафедра административного и финансового права
2. Кафедра гражданского права и процесса
3. Кафедра организации судебной и прокурорско-следственной деятельности
4. Кафедра теории государства и права и конституционного права
5. Кафедра уголовного права
6. Кафедра уголовного процесса и криминалистики

Филиалы и колледжи
- Бузулукский гуманитарно-технологический институт (филиал) ОГУ
- Кумертауский филиал ОГУ
- Орский гуманитарно-технологический институт (филиал) ОГУ
- Университетский колледж ОГУ
- Бузулукский колледж промышленности и транспорта ОГУ

## Ректоры
- Бурба Александр Адольфович (1971—1983)[17]
- Абдрашитов Рамзес Талгатович (1983—1987)
- Козаченко Анатолий Борисович (1987—1989)
- Бондаренко Виктор Анатольевич (1989—2006)
- Ковалевский Владимир Петрович (2006—2015)
- Ермакова Жанна Анатольевна (2015—2020)
- Мирошников Сергей Александрович (и. о. ректора в 2020—2023, ректор с 2023) [16]